# Балта-Албе
Балта-Албе (рум. Balta Albă) — село у повіті Бузеу в Румунії. Адміністративний центр комуни Балта-Албе.
Село розташоване на відстані 134 км на північний схід від Бухареста, 40 км на північний схід від Бузеу, 59 км на захід від Галаца, 136 км на схід від Брашова.

## Населення
За даними перепису населення 2002 року у селі проживала 681 особа, з них 677 осіб (99,4%) румунів. Усі жителі села рідною мовою назвали румунську.